# Soľ
Soľ est un village de Slovaquie situé dans la région de Prešov.

## Histoire
Première mention écrite du village en 1252. Soľ signifie sel en Slovaque.

## Démographie

### Évolution de la population
| Année:               | 1994. | 2004.    | 2014.   | 2024.   |
| -------------------- | ----- | -------- | ------- | ------- |
| Nombre de personnes: | 2001  | 2290     | 2505    | 2664    |
| Différence:          |       | +14,44 % | +9,38 % | +6,34 % |

| Année:               | 2023. | 2024.   |
| -------------------- | ----- | ------- |
| Nombre de personnes: | 2641  | 2664    |
| Différence:          |       | +0,87 % |